# Harrijärvi (Gällivare socken, Lappland, 744392-170162)
Harrijärvi är en sjö i Gällivare kommun i Lappland och ingår i Råneälvens huvudavrinningsområde. Sjön har en area på 0,64 kvadratkilometer och ligger 378 meter över havet. Sjön avvattnas av vattendraget Råneälven.

## Delavrinningsområde
Harrijärvi ingår i det delavrinningsområde (744453-170075) som SMHI kallar för Utloppet av Harrijärvi. Medelhöjden är 415 meter över havet och ytan är 3,38 kvadratkilometer. Det finns ett avrinningsområde uppströms, och räknas det in blir den ackumulerade arean 37,25 kvadratkilometer. Avrinningsområdets utflöde Råneälven mynnar i havet. Avrinningsområdet består mestadels av skog (79 procent). Avrinningsområdet har 0,64 kvadratkilometer vattenytor vilket ger det en sjöprocent på 19 procent.